# Левніков Микола Владиславович
Микола Владиславович Левніков (рос. Николай Владиславович Левников, нар. 15 травня 1956, Пінськ, Брестська область, Білоруська РСР, СРСР) — колишній суддя міжнародної категорії, а також Президент Колегії футбольних арбітрів Росії. У 2006 році відправлений у відставку через скандал у КФА.

## Біографія
З 1984 року Левніков почав судити матчі першого і другого дивізіону Чемпіонату СРСР. Юнацький чемпіонат Європи 1991 року в Ірландії став першим міжнародним турніром для арбітра. З 1990 року суддя всесоюзної категорії, а з 1992 року і міжнародної.
У 1996 році Левніков судив вже турнір вищого рівня — чемпіонат Європи 1996 року в Англії (груповий матч Туреччина — Данія). А вже через рік обслуговував матчі Кубка конфедерацій в Саудівській Аравії.
У 1998 році Левніков дебютував на чемпіонаті світу. Відсудивши матч Бразилія — Марокко, він отримав негативні оцінки. Більше на чемпіонаті Левніков не судив.
В активі Левнікова також безліч матчів єврокубків. Загальне число міжнародних ігор — 71. У вищій лізі чемпіонатів СРСР (1989-91) і Росії (1992—2001) в статусі головного арбітра провів 155 матчів, а також одну гру як асистент у 1993 році.
З 2001 року — інспектор УЄФА, в ролі якого працював на фінальній стадії чемпіонату Європи 2004 року, фіналі Кубка УЄФА 2004 року, а також на фінальній стадії чемпіонату світу 2006 року.
З грудня 2001 року по серпень 2006 — президент Колегії футбольних арбітрів РФС, після чого став директором і викладачем Академії спортивного арбітра.
Був членом оргкомітету Кубку РЖД — нового турніру, який пройшов в Москві з 3 по 5 серпня 2007 року.
У 2008—2009 роках — голова департаменту суддівства та інспектування Федерації Футболу Казахстану.